# Arxiprestat de les Valls d'Andorra
L'Arxiprestat de les Valls d'Andorra és un dels vuit arxiprestats en que està organitzat el Bisbat d'Urgell. Com indica el seu nom, l'arxiprestat comprèn la totalitat del territori nacional del Principat d'Andorra. L'actual Arxiprest és Mossèn Ramon Sàrries Ribalta.

## Llistat de parròquies
Seguidament, es presenta un llistat dels temples parroquials de l'arxiprestat per parròquia amb el principal en negreta i si disposa de missa regular o no:

### Canillo
| Església                                 | Població  | Missa        |
| Sant Bartomeu                            | Soldeu    | Sí           |
| Sant Jaume                               | Ransol    | No           |
| Sant Joan                                | El Vilar  | No           |
| Sant Miquel                              | Prats     | No           |
| Sant Pere                                | El Tarter | No           |
| Sant Serni                               | Canillo   | Sí           |
| Santa Creu                               | Canillo   | No           |
| Santa Maria                              | Meritxell | No           |
| Santuari de Meritxell                    | Meritxell | Sí           |
| 9 parròquies                             | -         | 3 parròquies |
| Font: Arxiprestat de les Valls d'Andorra |           |              |

### Encamp
| Església                                 | Població          | Missa        |
| Sant Felip i Sant Jaume                  | Els Cortals       | No           |
| Sant Marc i Santa Maria                  | Encamp            | No           |
| Sant Miquel                              | Encamp            | No           |
| Sant Pere                                | El Pas de la Casa | Sí           |
| Sant Romà                                | Les Bons          | No           |
| Santa Eulàlia                            | Encamp            | Sí           |
| 6 parròquies                             | -                 | 2 parròquies |
| Font: Arxiprestat de les Valls d'Andorra |                   |              |

### Ordino
| Església                                 | Població     | Missa        |
| Sant Corneli i Sant Cebrià               | Ordino       | Sí           |
| Sant Martí                               | La Cortinada | Sí           |
| Sant Miquel                              | Ansalonga    | No           |
| Sant Pere                                | El Serrat    | No           |
| Sant Roc                                 | Sornàs       | No           |
| Sant Romà                                | Erts         | No           |
| Sant Serni                               | Llorts       | Sí           |
| Santa Bàrbara                            | Ordino       | No           |
| 8 parròquies                             | -            | 3 parròquies |
| Font: Arxiprestat de les Valls d'Andorra |              |              |

### La Massana
| Església                                 | Població     | Missa        |
| Sant Corneli i Sant Cebrià               | Ordino       | Sí           |
| Sant Martí                               | La Cortinada | Sí           |
| Sant Miquel                              | Ansalonga    | No           |
| Sant Pere                                | El Serrat    | No           |
| Sant Roc                                 | Sornàs       | No           |
| Sant Romà                                | Erts         | No           |
| Sant Serni                               | Llorts       | Sí           |
| Santa Bàrbara                            | Ordino       | No           |
| 8 parròquies                             | -            | 3 parròquies |
| Font: Arxiprestat de les Valls d'Andorra |              |              |

- Sant Iscle i Santa Victòria (La Massana)

### Andorra la Vella
- Sant Esteve (Andorra la Vella)
- Santa Maria (Andorra la Vella)
- Santa Coloma (Santa Coloma)

### Sant Julià de Lòria
- Sant Julià i Sant Germà (Sant Julià de Lòria)

### Escaldes-Engordany
- Sant Pere Màrtir (Les Escaldes)